# Pulsar kick
Un pulsar kick è il nome dato al fenomeno in cui si osserva una variazione di velocità di una stella di neutroni, solitamente sostanzialmente maggiore, rispetto alla sua stella progenitrice. La causa dei calci delle pulsar è sconosciuta, ma molti astrofisici ritengono che sia dovuta ad un'espulsione asimmetrica di materia, quando una supernova esplode. Se vero, questo darebbe informazioni sul meccanismo della supernova.

## Osservazione
Oggi è generalmente accettato che i kicks medi delle pulsar siano tra i 200 e 500 km/s. Tuttavia, alcune pulsar hanno una velocità molto maggiore. Ad esempio, è stato riportato che la stella iperveloce B1508+55 ha una velocità di 1100 km/s e una traiettoria che lo porta fuori dalla galassia. Un esempio di pulsar kick può essere visto nella Nebulosa Chitarra, dove è stato osservato lo bow shock generato dal movimento della pulsar rispetto alla nebulosa residua di supernova e conferma una velocità di 800 km/sec.

## Kicks dei buchi neri
Le grandi distanze sopra il piano galattico raggiunte da alcune binarie sono il risultato dei calci natali dei buchi neri stellari. La distribuzione della velocità dei birth kicks dei buchi neri sembra simile a quella delle velocità dei kicks delle stelle di neutroni. Ci si sarebbe potuti aspettare che i momenti fossero gli stessi con i buchi neri che ricevono una velocità inferiore rispetto alle stelle di neutroni a causa della loro massa maggiore, ma non sembra essere così.